# 下里知足
下里 知足（しもざと ちそく、寛永17年11月18日（1640年12月30日）? - 宝永元年4月13日（1704年5月16日））は、江戸時代前期の俳人。通称は勘兵衛、のちに金右衛門。諱は吉親、法名は寂照。子に下郷蝶羽、下郷亀世らがいる。
尾張国鳴海村の庄屋をつとめる傍ら、井原西鶴や松尾芭蕉ら多くの俳人・文人と交流。鳴海六俳仙の一人。現存する西鶴の書翰7通のうちの4通は知足に宛てたものである。
2023年には愛知県名古屋市緑区鳴海町に千代倉家（下郷家）の所蔵品を展示する千代倉歴史館が開館した。

## 著作
- 『千鳥掛』
- 『多日万久羅』